# 麥高思

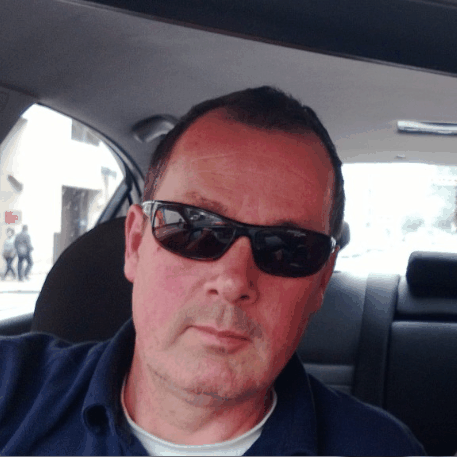
麥高思

麥高思(英語：Mark McGowan，1970年6月9日—)，英國著名的行為藝術家，由於其行為藝術怪異出位，被部份人認為譁眾取寵。2007年2月，麥高思在美國的最大城市紐約中扮演該國總統乔治·沃克·布什，並任由路人踢他的臀部，以「治療美國人在喬治布殊統治下的不滿情緒」。

## 行為藝術表演
於倫敦藝術大學坎貝威爾藝術學院(Camberwell College of Arts)工作的麥高思成長於倫敦的帕咸(Peckham)行政區，於2001年開始從在倫敦等地從事行為藝術。

### 2001年
英國人麥高思在2001年「出道」時，於藝術館門外穿起警察制服，並要求市民以棍打他。

### 2002年
麥高思在當年的聖誕節在大象堡(The Elephant and Castle)滾動至巴斯陸公園(Bethnal Green)，並唱著聖誕歌，以歌頌於聖誕節當值的清潔工人。

### 2003年
事隔一年後，麥高思為了反對英國人的英式早餐過度豐富，於是坐在滿著豆的浴缸中，並且頭頂48條培根以及鼻子插兩塊馬鈴薯片，供他人指拍照。
隨後，他以鼻子把一顆花生由金史密夫氏書院(Goldsmiths College)一下一下的推至唐寧街10號，以呼籲社會對資質高的貧窮學生要面對高昂的學費上予以財政援助。
同年，麥高思頭頂27盎司的火雞，並一邊反方向的步行以及一邊對著肥胖的途人大喊，以表達癡肥問題在英國與全球的嚴重性。
聖誕節後的3天(12月28日)，麥高思坐著超級市場的手推車於他成長的行政區帕咸出發，試圖靠手推車付加的帆到達蘇格蘭的大城市格拉斯哥，以緩和英蘇之間對威廉·华莱士的紛爭。最後，基於天氣和儀器上的問題，麥高思在起程的17天(1月13日)後放棄了滑行至格拉斯哥的計劃。

### 2004年
麥高思在這一年先在自己家中烹殺和品嚐狐狸，嘲諷社會上人們對過於保護狐狸，但卻對毒品可卡因引申的害處不聞不問。
同年，麥高思於意大利首都米蘭借耳朵之力由米蘭中央車站拉一台電視至意大利總理[[西爾維奧·貝盧斯科尼|-{zh-hans:西爾維奥·貝盧斯科尼;zh-hk: 盧斯科尼]]家中，抗議他控制眾多的傳媒。
返國後，麥高思到藝術館到自己的腳釘在壁上。其後他用幼繩把自己的腳趾與巴士綁在一起，並拉了約30米，以抗議該巴士公司濫增路線，增加利潤。

### 2005年
麥高思這年在倫敦街頭隨意的用鑰匙刮出街上的汽車；開啟奧迪80汽車的引擎一年，產生不必要的廢氣，以提醒公眾對全球增溫等環保問題的存要和威脅性。
隨後，他為了表達私營水公司泰萊用水(Thomus Water)的不滿，把水長開半年，但由於該公司後來和議，於是暫停行動。後來他又從賴布頓中打斛至倫敦，但在演出後的第4天因傷入院。
另外，他在英國大選(3月5日)當天到唐寧街親吻首相的照片十萬次，以響應大選。另一方面，他又曾邀請朋友在他身上夾17200塊布，但因過程太悶至中止。

### 2006年
麥高思於2005年12月26日開始口咬玫瑰、腳拖18盒朱古力的由倫敦爬行到堪特伯雷，為期12天。後來，麥高思在達斯奴公園(Bethnal Green)穿起交通警察的制服8個小時，任由路人打他。
其後，為反映對英國派軍到伊拉克帶來大量的死傷，他扮演士兵由11月14日臥於伯明翰的道路一周至11月20日。同年的聖誕節，他把手掛在電燈柱中兩星期，以宣揚和平。

### 2007年
1月，麥高思在自己的官方網頁中要求著名電視節目「名人版老大哥」中艾麗絲謝(Shilpa Shetty)的支持者燒她的雕刻，但後來古迪對艾麗絲謝的種族歧視漸加嚴重，於是自動的刪去有關要求。
1個月後，麥高思到達紐約，扮演美國總統喬治布殊，並於林肯中心出發，在其屁股貼上「踢我的屁股」(kick my ass)的字樣，任由路人踢他，聲稱這可以治療美國人在喬治布殊統治下的不滿。

## 資料來源
1. ↑  英國衛報
2. ↑  蘋果日報 A20 2007年2月24日
3. ↑  .   [2007-02-25]. （原始内容存档于2007-02-16）.
4. ↑  .   [2007-02-25]. （原始内容存档于2007-04-07）.

## 外部連結
- 官方網頁
- 有關他扮士兵的BBC新聞
- 有關他以腳拉巴士的新聞 （页面存档备份，存于）
- 以匙刮車的新聞 （页面存档备份，存于）